# Openica
Openica (maced. Опеница) – wieś w południowo-zachodniej Macedonii Północnej, w gminie Ochryda.